# Lianghezhen (ort i Kina, Shaanxi, lat 33,28, long 108,08)
Lianghezhen är en ort i Kina. Den ligger i provinsen Shaanxi, i den nordvästra delen av landet, omkring 130 kilometer sydväst om provinshuvudstaden Xi'an. Antalet invånare är 8 662. Befolkningen består av 3 942 kvinnor och 4 720 män. Barn under 15 år utgör 12,0 %, vuxna 15-64 år 75 %, och äldre över 65 år 11,0 %.
Runt Lianghezhen är det ganska tätbefolkat, med 108 invånare per kvadratkilometer. Lianghezhen är det största samhället i trakten. I omgivningarna runt Lianghezhen växer i huvudsak blandskog.
Genomsnittlig årsnederbörd är 1 075 millimeter. Den regnigaste månaden är juli, med i genomsnitt 217 mm nederbörd, och den torraste är december, med 2 mm nederbörd.